# Chantal de Bruijn
Pour les articles homonymes, voir De Bruijn.
Chantal de Bruijn (née le 13 février 1976 à Schoonhoven) est une joueuse de hockey sur gazon néerlandaise, sélectionnée en équipe des Pays-Bas de hockey sur gazon féminin à 127 reprises. 
Elle obtient la médaille d'argent olympique en 2004. Elle est aussi championne du monde en 2006 et vice-championne du monde en 2002.

## Vie privée
Elle est mariée à la joueuse de hockey sur gazon britannique Beth Storry.